# Leonardo (ISS)
För andra betydelser, se Leonardo (olika betydelser).
Leonardo eller Leonardo Permanent Multipurpose Module (PMM), är en trycksatt modul på den internationella rymdstationen ISS. Modulen har fått namn efter italienaren Leonardo da Vinci. Modulen är en modifierad Multi-Purpose Logistics Module.
Leonardo sköts upp den 24 februari 2011 av rymdfärjan Discovery under flygning STS-133.

## Historia
Det fanns ett europeiskt förslag på att lämna en av de tre Multi-Purpose Logistics Module permanent dockad med rymdstationen. Till en början var NASA inte intresserade, bland annat för att det skulle fördyra byggandet av ISS ytterligare.
2009 meddelade NASA att man skulle modifiera Leonardo för att lämna den permanent dockad med ISS.

## Dockning
Den 1 mars 2011 dockades Leonardo med Unitys nadirport. Den 27 maj 2015 flyttades modulen till främre dockningsporten på modulen Tranquility.

## Dimensioner och vikt
Leonardo är 6,6 meter lång, har en diameter på 4,57 meter och väger ungefär 9,9 ton.